# 에토레 부가티
에토레 아르코 이시도로 부가티(프랑스어: Ettore Arco Isidoro Bugatti, 1881년 9월 15일 ~ 1947년 8월 21일)는 이탈리아 태생의 프랑스 자동차 디자이너 및 부가티의 창업자였다.
또한 에토레 부가티는 파리에서 사망했으며, 오늘날 프랑스의 바랭주의 코뮌인 Dorlisheim에 묻혔다.

## 가족 기원과 초기 생활
이탈리아 밀라노에서 시작된 예술가 가문에서 태어났다. 그는 이탈리아의 아르누보식 가구 및 보석 디자이너인 카를로 부가티 (1856년 ~ 1940년)의 장남이며, 에토레 부가티의 어머니는 테레사 롤리올리였고, 그의 남동생 렘브란트 부가티 (1848년 ~ 1916년)는 유명한 동물 조각가였다. 또한 그의 숙모 루이지아 부가티는 화가 조반니 세간티니의 아내였다. 그의 외할아버지 조반니 루이지 부 가티는 건축가이자 조각가였다.
부가티의 아버지는 밀라노의 삼중 사륜차 제조업체 중 한 곳에서 기존의 기술 견습 과정을 따르겠다고 했지만, 소년은 모터 차량 제작의 다양한 측면에 대한 본능적 인 이해를 신속하게 보여 주었고 Prinetti &amp; Stucchi는 자신의 "부가티 1898년에 타입 1 " .

## 초기 경력
백작 Gulinelli의 재정 지원으로 부가티 두 번째 프로토타입, 개발 유형이 상기 수상 경력이 전시되었다, 밀라노 무역 박람회 1901의 봄 그의 디자인은 또한 Baron Adrien de Turckheim 의 시선을 사로 잡았으며, 에토래 부가티는 니데르브롱레뱅에 있는 Lorraine-Dietrich 자동차 공장에서 자동차를 디자인 할 기회를 제공했다. 또한 프랑코 프러시아 전쟁으로 인한 국경 변화는 드를 떠났다. 두 개의 다른 국가에 두 개의 자동차 공장이 있는 Dietrich : 현재 부가티가 이전 한 Niederbronn 공장은 1871년 이후 독일 제국의 일부였던 알자스에 있었으며, 베르사유 조약에 의해 에만 프랑스의 통제로 되돌아갔다.
1902년부터 1904년까지 드 디트리히는 타입 3/4와 타입 5/6/7을 제작했으며 당시 이름은 "드 디트리히, 라이선스 부가티"였다.
그리고 De를 위해 일하는 동안   Dietrich Bugatti는 Émile Mathis를 만났다. 두 사람은 첫 친구가 되고 비즈니스 파트너가 되어 1904년에는 Dietrich는 "Mathis-Hermes (Licence Bugatti)"라는 이름으로 자신의 자동차를 생산했다. 또한 이 합의는 1906년까지 계속되었으며, 파트너들은 각자의 길을 가고, 에토레 부가티는 현재 스트라스부르의 남쪽 교외에 있는 일키르슈그라펜스타덴에 "연구 센터"를 설립했다. 또한 그는 쾰른에 본사를 둔 Deutz 회사와 긴밀히 협력하여 여러 프로토타입을 제작하였다.
그리고 1907년에 에토레 부가티는 Deutz와 함께 프로덕션 디렉터 ( " Directeur des fabrications ")로 임명되었다. 여기에서 그는 설계 유형 8/9. Deutz에서 근무하는 동안 에토레 부가티는 그의 집 지하실에서 부가티 타입 10을 제작했다. 또한 1913년, 에토레 부가티는 19형 푸조의 소형차를 설계하였다.

## 오토모빌스 에토레 부가티
에토레 부가티는 이탈리아에서 태어났음에도 불구하고 1909년 당시 프랑스의 알자스 지역에 위치해 있는 독일의 몰스 하임에 자동차 회사인 오토모빌스 에토레 부가티를 설립했다. 또한 이 제조업체는 그때 당시 가장 빠르고, 가장 고급스럽고 기술적으로 진보된 도로 차량으로 유명했다. 그리고 뛰어난 기술력으로 초기의 그랑프리 자동차 경주에서 성공을 거두었으며, 에토레 부가티는 첫 모나코 그랑프리에서 승리로 이끌었다.

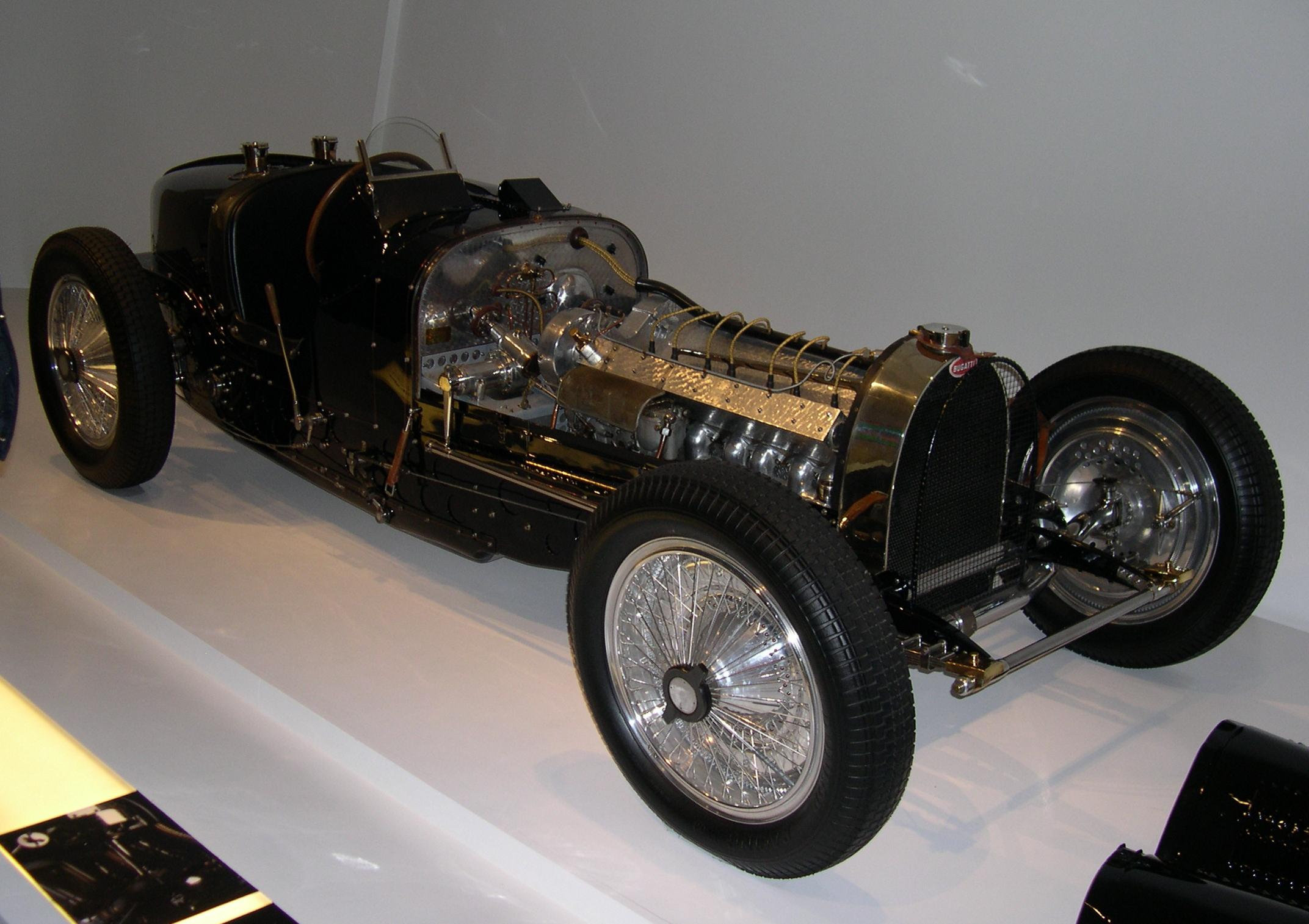
부가티 타입 59 그랑프리

제1차 세계대전으로 알자스에서 그의 집을 떠난 동안 부가티는 비행기 엔진, 특히 바로크 양식의 16기통 U-16을 설계했다. 전쟁 사이에 에토레 부가티는 오토레일 부가티(Autorail Bugatti) 라고 불리는 성공적인 전동차를 설계하고, 비행기 모델 100을 제작하는 정부 계약을 체결했다. 또한 루이 드 몽게 (Louis de Monge)가 2개의 50B 부가티 엔진을 사용하여 설계했지만, 제2차 세계대전이 발발하여 비행한 적이 없다.
또한 에토레 부가티의 아들 장 부가티는 1939년 8월 11일 30세의 나이로 몰스하임 공장 근처에서 부가티 타입 57 전차 경주용 차량을 테스트하다가 사망했다. 또한 그 후 회사의 재산은 감소하기 시작했다. 제2차 세계대전이 몰스 하임에 있는 공장을 무너뜨리고 회사는 재산을 통제하지 못했고, 전쟁 중 에토레 부가티는 파리의 Levallois에 새로운 공장을 계획하고 일련의 새로운 자동차를 설계했다.
또한 부가티의 고객 관계 개념은 다소 편 심적이었다. 추운 아침에 차를 시동하기가 어렵다고 불평한 부가티 소유자에게 그는 “선생님! 타입 35를 감당할 수 있다면 반드시 차고를 감당할 수 있습니다! " 또 다른 유명한 줄은 그는이었다 한 모델의 브레이크에 대해 불평 고객에게 말했다 "나는 멈추지 않을 내 차가 갈 수 있도록!"
그는 2000년 자동차 명예의 전당에 입학했다.

## 개인 생활
1907년 에토레 부가티는 바르바라 마리아 주세피나 마스체르파와 결혼했다. 결혼은, 1907년에 두 딸, L' 1903년 EBE와 리디아를 생산  두 아들, 진 1909년, 와 롤랜드 1922년  바바라는 1944년 사망한 그의 아내, 그리고 에토레 부가티는 1946년 제네비브 마거리트 델쿠즈와 재혼했으며,  이 결혼은 1942년에 딸 테레즈와 1945년 아들 미쉘을 낳았다.
또한 에토레 부가티는 1947년 여름 뉴 릴리 교외의 미합중국 병원에서 사망했다. 그의 정신적 능력이 마비되어 몇 달 동안 그는 1916년부터 소유했던 rue Boissière의 파리 아파트에 수감되어 있었다. 그리고 그는 이탈리아의 판사들이 초청한 분노와 보복의 열광적인 열광으로 국가에 의해 압수된 알자스에 있는 그의 재산이 1947년 6월 20일 그에게 회복 된 법원 판결을 거의 확실하게 알지 못했다. 또한 에토레 부가티는 의식을 회복하지 못하고 []8월 21일]], 불과 2개월 후에 사망했다.
에토래 부가티는 프랑스 Bas-Rhin dpartment에 위치해 있는 Molsheim 근처 Dorlisheim에 위치해 있는 시립 공동 묘지에 있는 Bugatti 가족 음모에 묻혔다. 또한Molsheim의 Musée de la Chartreuse는 그의 삶, 일 및 유산에 전념하는 섹션을 보유하고 있다.